# マディソン・バンガーナー
- マディソン・バムガーナー

マディソン・カイル・バンガーナー（Madison Kyle Bumgarner, 1989年8月1日 - ）は、アメリカ合衆国ノースカロライナ州ヒッコリー出身のプロ野球選手（投手）。左投右打。愛称はマッドバム（MadBum）。

## 経歴

### プロ入りとジャイアンツ時代
2007年のMLBドラフト1巡目（全体10位）でサンフランシスコ・ジャイアンツから指名を受け、プロ入り。
2008年は傘下のA級オーガスタ・グリーンジャケッツで7月28日から8月27日にかけてマイナーリーグでシーズン最長となる38イニング連続無失点を記録するなど15勝3敗、防御率1.46、164奪三振の好成績でリーグ三冠を達成。球団のマイナーリーグ最優秀選手に選出された。
2009年のシーズン開幕前に発表されたベースボール・アメリカ誌のプロスペクトランキングにおいてチーム内で1位の評価を受けた。A+級サンノゼ・ジャイアンツで開幕を迎え、AA級コネチカット・ディフェンダーズに昇格を果たし、オールスター・フューチャーズゲームのアメリカ合衆国選抜に選出された。9月8日にメジャー昇格。同日、先発予定だったティム・リンスカムが登板を回避し、その代役として先発登板。20歳38日のメジャー初先発は、1958年にサンフランシスコ移転して以降の球団史上マイク・マコーミック（メジャー初先発はサンフランシスコ移転前の1956年）に次ぐ若さとなった。
2010年は後半戦から先発ローテーションに定着し、7勝6敗、防御率3.00だった。テキサス・レンジャーズとのワールドシリーズでは第4戦に先発登板し、8回無失点の好投で勝利投手になった。
2011年は年間を通じてローテーションを守り、規定投球回のみならず、200イニングの大台に到達。成績は13勝13敗、防御率3.21だった。
2012年4月12日、ジャイアンツと2017年までの6年総額3556万ドルで契約延長（2017年と2018年に球団側が選択権を有する1200万ドルの契約オプションあり）。この年は16勝11敗、防御率3.37だった。デトロイト・タイガースとのワールドシリーズでは、第2戦に先発登板し、6回無失点で勝利投手となった。
2013年7月にはオールスターゲームに選出されたが、登板はなかった。最終的に31試合に先発登板し、13勝9敗、防御率2.77だった。。
2014年は自身初めて開幕投手を務めた。5月、6試合に先発登板し、5勝0敗、39イニングで防御率2.08、48奪三振などの成績を残し、自身初のピッチャー・オブ・ザ・マンスを受賞した。7月13日、本拠地AT&Tパークで行われたアリゾナ・ダイヤモンドバックス戦の6回裏に満塁本塁打を放った。5回裏にバスター・ポージーが放った満塁本塁打と合わせ、同一試合でバッテリーの2人が共に満塁本塁打を打った史上初の出来事であった。また、投手としてシーズン2本の満塁本塁打を放ったのは1966年のトニー・クロニンガー以来史上2人目の記録である。またオールスターゲームに選出されたものの、前々日のこの日に先発登板したため、規定により登板することはできなかった。
10月1日のピッツバーグ・パイレーツとのワイルドカードゲームで、ポストシーズンでは自身初の完封勝利を挙げ、ディビジョンシリーズ進出に大きく貢献した。続くセントルイス・カージナルスとのリーグチャンピオンシップシリーズでは第1戦先発投手としてマウンドに上がり、7.2イニング無失点の内容で勝利を収め、第5戦では8回3失点の粘りの投球を見せ、勝敗はつかなかったもののジャイアンツのワールドシリーズ進出に活躍したことが評価され、リーグチャンピオンシップシリーズ最優秀選手賞に選出された。
カンサスシティ・ロイヤルズとのワールドシリーズでは敵地での第1戦の先発に起用されて7回3安打、1失点、本拠地での第5戦では4安打完封と2勝を記録すると、中2日で迎えた最終戦では5回からリリーフ登板してロイヤルズ打線を完封してセーブを記録し、ジャイアンツを8度目のワールドシリーズ優勝に導くと同時に、自身もワールドシリーズ最優秀選手に輝いた。自身初めて、シルバースラッガー賞と投手部門で受賞した。
2015年は2年連続2度目の開幕投手を務めた。この年も先発陣の柱として32試合に先発登板し、218イニングを投げ防御率2.93、18勝9敗、4完投（リーグ最多タイ）、2完封と昨年からほぼ横ばいの成績だったが、奪三振/与四球（K/BB）の数値が5.09から6.00と向上し、ピッチングのクオリティが増した。得意の打撃では、2014年のサイ・ヤング賞及びMVPのクレイトン・カーショウからの決勝アーチを含む5本塁打を記録し、そのバッティングを買われ投手ながらしばしば代打としても起用された。
2016年は3年連続3度目の開幕投手を務めた。6月30日のオークランド・アスレチックス戦、MLBで40年ぶりに先発の指名打者を放棄して先発投手のバンガーナーが打席に立った。前半戦終了時点で全ての登板試合で5イニング以上を投げ、4失点以下に抑えた。防御率、イニング数でリーグ2位となり、オールスターゲームにも選出されたが、7月10日の試合に登板したことを理由に辞退した。後半戦は勝ち星が伸び悩んだが、最終的に自己最多の226.2イニングを投げ抜き、15勝9敗、いずれもキャリアハイとなる防御率2.74、251奪三振を記録した。10月5日のニューヨーク・メッツとのワイルドカードゲームで完封勝利を挙げ、ディビジョンシリーズ進出に貢献した。続くシカゴ・カブスとのディビジョンシリーズでは敵地での第2戦の5回表にジョージ・コントスの代打で起用されると（結果は三塁クリス・ブライアントの失策）、本拠地での第3戦に先発登板し、2回に投手のジェイク・アリエータに先制の3点本塁打を浴びるが、それ以降は粘りの投球で5回をこの3失点で抑えたものの、自身に勝敗はつかなかった。チームは1勝3敗でディビジョンシリーズ敗退に終わった。
2017年4月2日のダイヤモンドバックスとの開幕戦で4年連続4度目の開幕投手に起用されると、この試合で史上初となる開幕投手による2本塁打を放った。ピッチングでは7回を3失点で11三振を奪い、4-3と1点リードで勝利投手の権利を持ってマウンドを降りたが、その後後続が同点に追いつかれ自身に勝敗はつかなかった。4月21日に、その前日の休日に遠征先のコロラド州デンバーでダートバイクに乗っていた際に事故を起こし左肩を負傷。肋骨打撲と左肩関節捻挫により自身初の故障者リスト入りとなった。オールスターゲーム明けの7月15日に復帰した。長期離脱の影響で17試合の先発登板に留まり、7年ぶりに規定投球回到達を逃した。防御率も3.32と5年ぶりに3点台となり、味方の援護も得られず4勝9敗と負け越した。
2018年3月23日に行われたロイヤルズとのプレシーズン・ゲームで左手に打球を受けて降板。第5中手骨の骨折で、復帰まで6～8週間かかる見込みとなったため、3月29日に3月26日に遡って10日間の故障者リスト入りし、4月11日に60日間の故障者リストに移行した。シーズン初登板が6月5日までずれ込んだ影響で、シーズン通算で21試合の先発登板に留まり、2年連続で規定投球回に達しなかった。防御率は3.26で、6勝7敗と負け越した。
2019年は2年ぶり、球団歴代2位となる5度目の開幕投手を務めた。結果は例年に比べると良いとは言えないものだったが、6月15日にカール・ハッベルが保持していた左腕投手としての球団史上最多奪三振を更新、7月6日にはサンフランシスコ移転後の球団史上最多奪三振記録を塗り替えた。離脱なく34試合に先発登板したが、防御率は自己最低の3.90に終わった。内訳としてアウェイでの成績が悪く、ホーム成績が6勝2敗、防御率2.93に対し、アウェイ成績は3勝7敗、防御率5.29だった。10月31日にフリーエージェント（FA）となった。

### ダイヤモンドバックス時代
2019年12月17日に、アリゾナ・ダイヤモンドバックスと5年総額8500万ドルで契約を結んだ。オプションとして一部球団へのトレード拒否権が含まれ、背番号はジャイアンツ時代と同じ「40」。
2020年はダイヤモンドバックス移籍1年目ながら開幕投手を務めた。しかし敗戦投手になり、その後も不振と怪我による離脱など、新型コロナウイルス感染症流行の影響で60試合の短縮シーズンとなった中で苦しんだ。移籍後初勝利は、最終戦のことであった。9試合の先発登板で1勝4敗、防御率6.48に終わった。
2021年4月1日のパドレスとの開幕戦でダイヤモンドバックス移籍後2年連続2度目、自身7度目の開幕投手を務めた。4月25日のアトランタ・ブレーブスとのダブルヘッダー第2試合にて、公認記録外ではあるものの、7イニング制初のノーヒットノーランを達成した。4月26日にナ・リーグ週間MVPに選出された。
2023年は4試合に先発登板して防御率10.26と振るわず、4月26日にダイヤモンドバックスから解雇された。

## 選手としての特徴

### 投球スタイル
メジャー昇格当初は、平均91-92mph（約146-148km/h）・最速95.1mph（約153km/h）のフォーシームを軸に、平均87mph（約140km/h）のカーブ、平均84mph（約135km/h）のチェンジアップという本格派だったが、後にカットボール主体に転身した。また、スライダーやツーシームを投げることもある。

### 打者として
2014年7月13日、バッテリーを組むバスター・ポージーとアベックで満塁本塁打を記録（史上初）。
2016年6月30日、先発の指名打者を放棄して「9番・投手」として出場（40年ぶり）。
2017年4月2日の開幕戦で2本塁打を記録（投手としては史上初）。
2018年9月25日のサンディエゴ・パドレス戦の延長12回裏、無死三塁の場面で代打でサヨナラ安打を記録。

## 詳細情報

### 年度別投手成績
| 年 度     | 球 団     | 登 板 | 先 発 | 完 投 | 完 封 | 無 四 球 | 勝 利 | 敗 戦 | セ 丨 ブ | ホ 丨 ル ド | 勝 率 | 打 者 | 投 球 回 | 被 安 打 | 被 本 塁 打 | 与 四 球 | 敬 遠 | 与 死 球 | 奪 三 振 | 暴 投 | ボ 丨 ク | 失 点 | 自 責 点 | 防 御 率 | W H I P |
| --------- | --------- | ----- | ----- | ----- | ----- | -------- | ----- | ----- | -------- | ----------- | ----- | ----- | -------- | -------- | ----------- | -------- | ----- | -------- | -------- | ----- | -------- | ----- | -------- | -------- | ------- |
| 2009      | SF        | 4     | 1     | 0     | 0     | 0        | 0     | 0     | 0        | 0           | ----  | 40    | 10.0     | 8        | 2           | 3        | 1     | 0        | 10       | 0     | 0        | 2     | 2        | 1.80     | 1.10    |
| 2010      | SF        | 18    | 18    | 0     | 0     | 0        | 7     | 6     | 0        | 0           | .538  | 472   | 111.0    | 119      | 11          | 26       | 2     | 5        | 86       | 1     | 1        | 40    | 37       | 3.00     | 1.31    |
| 2011      | SF        | 33    | 33    | 0     | 0     | 0        | 13    | 13    | 0        | 0           | .500  | 844   | 204.2    | 202      | 12          | 46       | 5     | 5        | 191      | 0     | 1        | 82    | 73       | 3.21     | 1.21    |
| 2012      | SF        | 32    | 32    | 2     | 1     | 0        | 16    | 11    | 0        | 0           | .593  | 849   | 208.1    | 183      | 23          | 49       | 6     | 7        | 191      | 3     | 2        | 87    | 78       | 3.37     | 1.11    |
| 2013      | SF        | 31    | 31    | 0     | 0     | 0        | 13    | 9     | 0        | 0           | .591  | 803   | 201.1    | 146      | 15          | 62       | 6     | 6        | 199      | 6     | 0        | 68    | 62       | 2.77     | 1.03    |
| 2014      | SF        | 33    | 33    | 4     | 2     | 1        | 18    | 10    | 0        | 0           | .643  | 873   | 217.1    | 194      | 21          | 43       | 3     | 6        | 219      | 4     | 1        | 81    | 72       | 2.98     | 1.09    |
| 2015      | SF        | 32    | 32    | 4     | 2     | 2        | 18    | 9     | 0        | 0           | .667  | 869   | 218.1    | 181      | 21          | 39       | 2     | 7        | 234      | 1     | 0        | 73    | 71       | 2.93     | 1.01    |
| 2016      | SF        | 34    | 34    | 4     | 1     | 1        | 15    | 9     | 0        | 0           | .625  | 912   | 226.2    | 179      | 26          | 54       | 0     | 8        | 251      | 4     | 1        | 79    | 69       | 2.74     | 1.03    |
| 2017      | SF        | 17    | 17    | 1     | 0     | 0        | 4     | 9     | 0        | 0           | .308  | 450   | 111.0    | 101      | 17          | 20       | 3     | 3        | 101      | 0     | 0        | 41    | 41       | 3.32     | 1.09    |
| 2018      | SF        | 21    | 21    | 0     | 0     | 0        | 6     | 7     | 0        | 0           | .462  | 551   | 129.2    | 118      | 14          | 43       | 3     | 5        | 109      | 3     | 1        | 51    | 47       | 3.26     | 1.24    |
| 2019      | SF        | 34    | 34    | 0     | 0     | 0        | 9     | 9     | 0        | 0           | .500  | 844   | 207.2    | 191      | 30          | 43       | 3     | 10       | 203      | 3     | 0        | 99    | 90       | 3.90     | 1.13    |
| 2020      | ARI       | 9     | 9     | 0     | 0     | 0        | 1     | 4     | 0        | 0           | .200  | 190   | 41.2     | 47       | 13          | 13       | 2     | 6        | 30       | 0     | 0        | 31    | 30       | 6.48     | 1.44    |
| 2021      | ARI       | 26    | 26    | 1     | 1     | 0        | 7     | 10    | 0        | 0           | .412  | 613   | 146.1    | 134      | 24          | 39       | 2     | 11       | 124      | 1     | 2        | 82    | 76       | 4.67     | 1.18    |
| 2022      | ARI       | 30    | 30    | 0     | 0     | 0        | 7     | 15    | 0        | 0           | .318  | 698   | 158.2    | 179      | 25          | 49       | 0     | 9        | 112      | 2     | 0        | 97    | 86       | 4.88     | 1.44    |
| 2023      | ARI       | 4     | 4     | 0     | 0     | 0        | 0     | 3     | 0        | 0           | .000  | 90    | 16.2     | 25       | 4           | 15       | 0     | 1        | 10       | 0     | 0        | 20    | 19       | 10.26    | 2.40    |
| MLB：15年 | MLB：15年 | 358   | 355   | 16    | 7     | 4        | 134   | 124   | 0        | 0           | .519  | 9098  | 2209.1   | 2007     | 258         | 544      | 38    | 89       | 2070     | 29    | 8        | 933   | 853      | 3.47     | 1.15    |

- 2023年度シーズン終了時
- 各年度の太字はリーグ最高

### 年度別守備成績
| 年 度 | 球 団 | 投手（P） | 投手（P） | 投手（P） | 投手（P） | 投手（P） | 投手（P） |
| 年 度 | 球 団 | 試 合     | 刺 殺     | 補 殺     | 失 策     | 併 殺     | 守 備 率  |
| ----- | ----- | --------- | --------- | --------- | --------- | --------- | --------- |
| 2009  | SF    | 4         | 0         | 3         | 0         | 0         | 1.000     |
| 2010  | SF    | 18        | 3         | 10        | 1         | 0         | .929      |
| 2011  | SF    | 33        | 7         | 22        | 3         | 0         | .906      |
| 2012  | SF    | 32        | 7         | 36        | 2         | 0         | .956      |
| 2013  | SF    | 31        | 7         | 33        | 3         | 1         | .930      |
| 2014  | SF    | 33        | 8         | 26        | 2         | 2         | .944      |
| 2015  | SF    | 32        | 5         | 19        | 1         | 1         | .960      |
| 2016  | SF    | 34        | 1         | 21        | 0         | 1         | 1.000     |
| 2017  | SF    | 17        | 2         | 10        | 0         | 1         | 1.000     |
| 2018  | SF    | 21        | 3         | 13        | 0         | 0         | 1.000     |
| 2019  | SF    | 34        | 2         | 19        | 1         | 1         | .955      |
| 2020  | ARI   | 9         | 2         | 3         | 2         | 0         | .714      |
| 2021  | ARI   | 26        | 6         | 13        | 1         | 0         | .950      |
| 2022  | ARI   | 30        | 2         | 11        | 0         | 3         | 1.000     |
| 2023  | ARI   | 4         | 0         | 3         | 0         | 0         | 1.000     |
| MLB   | MLB   | 358       | 55        | 242       | 16        | 10        | .949      |

- 2023年度シーズン終了時
- 各年度の太字はリーグ最高

### 表彰
- シルバースラッガー賞（投手部門）：2回（2014年、2015年）
- ピッチャー・オブ・ザ・マンス：2回（2014年5月・8月）
- リーグチャンピオンシップシリーズMVP：1回（2014年）
- ワールドシリーズMVP：1回（2014年）
- ベーブ・ルース賞：1回（2014年）
- ウィリー・マック賞（英語版）：1回（2014年）
- Sports Illustrated Sportsperson of the Year：1回（2014年）

### 記録
MiLB
- オールスター・フューチャーズゲーム選出：1回（2009年）

MLB
- MLBオールスターゲーム選出：4回（2013年 - 2016年）
- 開幕投手：7回（2014年 - 2017年、2019年 - 2021年）
- ワールドシリーズ通算防御率：0.25（25イニング以上の投手が対象）※歴代1位
- 1シーズンでのポストシーズン投球回：52.2イニング（2014年）※歴代1位
- 通算18本塁打（投手として歴代15位）

### 背番号
- 40（2009年 - 2023年）